# Иоанн Аргиропул
Иоанн Аргиропул (греч. Ιωάννης Αργυρόπουλος; 1415 — 26 июня 1487) — византийский учёный, известен заслугами по восстановлению греческой литературы в Италии, известный переводчик Аристотеля на латынь.

## Биография
Родился в Константинополе, где изучал философию и богословие.
Отца Иоанна Аргиропула звали Мануил, мать происходила из рода Хрисовергов, возможно, была родственницей братьев Максима, Феодора и Андрея Хрисовергов из Константинополя, позднее принявших католичество. Родители Иоанна Аргиропула умерли, когда ему было около десяти лет; он воспитывался в семье дяди в Фессалонике, где начал учиться под руководством местного нотария Алексея Форбена.
В возрасте 24-х лет прибыл в Италию, где продолжил обучение в Падуанской гимназии за счёт кардинала Виссариона. В Риме открыл школу по комментированию древнегреческих авторов. Вернулся в Константинополь незадолго до захвата турками (1453 г.), потом бежал в Италию. В 1456 Козимо Медичи пригласил его учителем философии во Флоренцию и поручил воспитание сына Пьеро и внука Лоренцо. Профессор Флорентийской академии (с 1477 по 1481 год). Когда во Флоренции появилась чума, в 1481 Аргиропул переехал в Рим и продолжал преподавать до конца жизни.
Из его школы вышли известные ученые: Палла Строцци, Полициано и Иоганн Рейхлин. Он оставил несколько латинских переводов сочинений Аристотеля (1518 — 20), комментарий на его этику и политику и несколько брошюр богословского содержания (1541).

## Переводы трактатов Аристотеля
- Categoriae
- De Interpretatione
- Analytica Posteriora
- Physica
- De Caelo
- De Anima
- Metaphysica
- Ethica Nicomachea
- Politica
- Expositio Ethicorum Aristotelis